# 塚本拓海
塚本 拓海（つかもと たくみ、1991年1月6日 - ）は、日本の男性プロレスラー。血液型B型。長崎県平戸市（旧生月町）出身。プロレスリングBASARA所属。身長172cm、体重91kg。

## 経歴
長崎県北松浦郡生月町（現平戸市生月町）出身。
小学校6年間で空手、中・高6年間で柔道を経験し、 2009年4月、高校卒業と同時に大日本プロレスに入門。同期の橋本和樹とのエキシビジョンを重ね、9月21日、札幌テイセンホール大会でデビュー。
2012年2月2日の後楽園ホールで045邪猿気違'sと組んで初のデスマッチに挑戦し勝利に貢献。その後9月10日の新木場1stRINGで佐々木貴と組んだ「観客凶器持ち込みデスマッチ」での対バラモン兄弟戦で自ら蛍光灯を持ち込み、試合後にデスマッチ本格参戦を表明した。
そして伊東竜二と組み大日本最侠タッグリーグ戦に参加することになり、9月25日の後楽園ホールで初戦となるデスマッチで敗れたが、試合後に伊東がマイクアピールで「大日本の未来はここにある」と塚本を指差す。その後リーグ戦を3勝して決勝トーナメントに進出するも優勝決定戦へは進めなかった。しかし同じ伊東竜二と組んでいたDAINICHI-X-2では優勝し、これらデスマッチ・ストロング両戦線での活躍により日本インディー大賞のニューカマー賞を獲得した。
2013年5月には045邪猿気違'sからの呼びかけに応え「B FAULTLESS JUNKY'S」の結成に加わっている。
2013年末から木高イサミと抗争になり、2014年1月2日の後楽園ホール大会では木高の持つBJW認定デスマッチヘビー級王座に初挑戦するも敗れた。
2014年5月5日付で大日本プロレスを退団。翌日の会見で、「実家のほうの生活というか、将来面を見たところプロレスだけで仕事をしていくのは苦しいとなりました」などと語った。5月から6月前半まではもう1つの仕事が安定するまでと参戦を見送り、6月15日、フリー転向後初めて大日本プロレスに参戦した。その後も後楽園ホール大会などの前座に出場。
6月29日、フリー後初の他団体参戦でプロレスリングアライヴ夢の島大会に参戦。3年前に一度足利大会に参戦を果たしている。
7月20日、ガッツワールドプロレスリング新宿大会に参戦。
7月24日、バッファローと組みプロレスリングFREEDOMSに参戦。葛西純デスマッチトーナメントにも参戦した。
9月15日、シアタープロレス花鳥風月に参戦後休養をとることが決定。原因は頚椎ヘルニア等の症状の悪化、首の神経圧迫による諸症状。11月に復帰し、その後も以前とは参戦する回数は少ないもののデスマッチも行う。
2015年はデスマッチによる一騎当千に参戦し、その後大日本プロレスではレギュラーとして定期参戦している。
2015年12月23日、プロレスリングBASARAへの入団が発表された。
2020年11月14日、阿部史典を破りユニオンMAX王座を戴冠。
2021年1月2日、大日本プロレス後楽園ホール大会にて藤田ミノルを破りBJW認定デスマッチヘビー級王座を戴冠、二冠王に。その後、CCWカナディアンヘビー級王座を戴冠。シングル三冠王に。

## 得意技
タイガースープレックス
自らの両手をクラッチして投げる三沢光晴タイプ。
ずどん
相手の背後に回りタイガー・スープレックスの要領で固め、仰け反るように上に持ち上げて一旦静止してから腕のフックを外して開脚ジャンプし、うつ伏せに落下した相手を顔面からマットに叩きつける。ランニング式、旋回式も使用。
田口隆祐のどどんは相手の背中に手を添える佐山聡式だがこちらは塚本のタイガー・スープレックスと同様三沢光晴式で行われる。
窒息ずどん
相手の頭にビニール袋をかぶせて気道と視界を塞ぎ、即座にずどんを決める。デスマッチ用。
キルスイッチ
タイガースープレックスの体勢で相手の背後にまわり腕の外から脇に腕を入れたら回転し、自分の背中に相手が向いた状態で仰向けに倒れこみ、相手の顔面を叩きつける。
フィッシャーマンズ・スープレックス
ドレイクドライバー
リバースゴリースペシャルボム
オキャノンボム
ブルーサンダーと同型。抱え式バックドロップで持ち上げてシットダウンパワーボムの形で叩きつける。
生月スプラッシュ
トップロープから放つリバーススプラッシュ式セントーン。
スマイルスプラッシュ
セカンドロープから放つリバーススプラッシュ式セントーン。
高角度逆さ押さえ込み
ゴリースペシャルの状態から相手の両手首をつかんで腕を広げさせ、そのまま前傾姿勢になって手首をつかんだ状態のまま押さえ込む。
ドラゴンキッカー
シャイニング式延髄斬り。元は伊東竜二の技。
ミサイルキック
トラースキック
デスマッチアイテム
試合形式に関わらず手製の巨大ハンマーを持ち込み攻撃に使用している。一斗缶やウォーターサーバーのボトルなどを使用。現在は片面に剣山を貼り付け、デザインも施したタイプのハンマー（菊田一美の作品）を使用中。

## タイトル歴
大日本プロレス
- 第42代BJW認定デスマッチヘビー級王座
- 第45、59代BJW認定タッグ王座（パートナーは竹田誠志）
- 初代横浜ショッピングストリート6人タッグ王座（パートナーは岡林裕二と橋本和樹）
- 2012年度DAINICHI-X優勝（パートナーは伊東竜二）

プロレスリングZERO1
- 第21代、第23代NWAインターナショナルライトタッグ王座（パートナーは木高イサミ）

プロレスリングBASARA
- 第15代、第19代ユニオンMAX王座
- 2016年度IRON FIST TAG TOURNAMENT優勝（パートナーは木高イサミ）
- 第7代IRON FIST TAG王座（パートナーはヤス・ウラノ）
- 第64代UWA世界6人タッグ王座（パートナーはヤス・ウラノと中野貴人）

TTTプロレスリング
- 第4代TTT認定インディー統一タッグ王座（パートナーは藤原秀旺）
- 第10代TTT認定インディー統一タッグ王座（パートナーは竹田誠志）
- 第13代、第15代CCWカナディアンヘビー級王座

日本インディー大賞
- 2012年度ニューカマー賞

## 入場曲
- 赤崎コンパ大學『これが僕の決めた道』
- 『ストリートファイターIV キャミィのテーマ』
- 『Impudent』- 現在使用曲